# Trận Ấp Bắc
Trận Ấp Bắc là một trận đánh quy mô khá lớn diễn ra vào giai đoạn đầu của cuộc chiến tranh giữa Việt Nam và Hoa Kỳ với kết quả là chiến thắng lớn đầu tiên của quân vũ trang Mặt trận Dân tộc Giải phóng miền Nam Việt Nam (phía Hoa Kỳ và Việt Nam Cộng hòa gọi là Việt Cộng) trước đội quân chính quy của Quân lực Việt Nam Cộng hòa được cố vấn Mỹ chỉ huy. Trận này diễn ra vào ngày 2 tháng 1 năm 1963, gần Ấp Bắc thuộc tỉnh Mỹ Tho lúc bấy giờ (ngày nay là tỉnh Tiền Giang), cách Sài Gòn 65 km về phía Tây Nam.

## Hoàn cảnh
Những cuộc giao tranh nhỏ, phát triển trong chiến tranh Việt Nam, đã bắt đầu cuối những năm 1954 với chiến dịch chống cộng của Ngô Đình Diệm. Vào thời điểm đó, Việt Nam Dân chủ Cộng hòa đã mong muốn cuộc tổng tuyển cử theo Hiệp định Genève, sẽ thống nhất 2 miền Nam Bắc. Vì không muốn quân đội Mỹ chuyển sang can thiệp trực tiếp, nên Việt Nam Dân chủ Cộng hòa chủ trương tránh tránh giao tranh bằng mọi giá. Nhưng chiến dịch chống cộng của Diệm đã khiến điều này không thể thực hiện được. Việt Nam Dân chủ Cộng hòa yêu cầu những đơn vị Việt Minh miền Nam rút về những miền thôn quê và rừng núi. Như vậy, quân đội Việt Nam Cộng hòa mất rất nhiều thời gian để tìm tới các khu vực này, nên quân du kích có đủ thời gian để phục kích và rút lui.

## Lực lượng

### Quân lực Việt Nam Cộng hòa
Quân lực Việt Nam Cộng hòa đã huy động một lực lượng gồm một tiểu đoàn bộ binh của Sư đoàn 7 và 2 tiểu đoàn bảo an, 1 chi đoàn thiết giáp (13 xe thiết giáp M113) và 3 đại đội bộ binh (trong đó có 2 đại đội làm lực lượng dự bị); khoảng 8 máy bay ném bom, 20 trực thăng đổ quân và vũ trang, 11 máy bay quan sát và vận tải, 13 tàu xuồng các loại và khoảng 1 tiểu đoàn pháo binh chi viện. Tổng cộng gần 1.800 quân do cố vấn Mĩ chỉ huy. Cuộc tấn công đầu năm lấy tên là cuộc hành quân "Đức Thắng 01-1963". Chi tiết lực lượng phía VNCH trong trận Ấp Bắc như sau:
- Bộ binh: 3 tiểu đoàn của Sư đoàn 7, 2 đại đội biệt động quân, 4 đại đội lính bảo an biệt kích, 4 đại đội lính bảo an tỉnh, 3 đại đội dân vệ biệt kích, 1 tiểu đoàn lính dù.
- Tàu xe: 3 tàu gồm FOM, LCVP, LCM, 13 xe lội nước M113.
- Máy bay: 2 chiếc B26, 6 chiếc khu trục, 4 chiếc L19, 14 chiếc C47, 20 máy bay trực thăng gồm: 10 chiếc H21, 5 chiếc H34, 5 chiếc UH1A.
- Pháo, cối: 6 khẩu pháo 105 ly, 4 khẩu cối 106,7 ly.

Bộ chỉ huy hành quân gồm có:
- Chỉ huy trưởng hành quân đóng tại sân bay Thân Cửu Nghĩa (Chi khu Tân Hiệp) do đại tá Bùi Đình Đạm chỉ huy; cố vấn cuộc hành quân là thiếu tá John Paul Vann, cố vấn của Sư đoàn 7 VNCH.
- Sau khi trận chiến nổ ra có Thiếu tướng Huỳnh Văn Cao, Tư lệnh Quân đoàn 4, đến vào lúc 9 giờ sáng. Đại tướng Lê Văn Tỵ đến lúc 3 giờ chiều.
- Chỉ huy trực tiếp mặt trận chính do Thiếu tá Lâm Quang Thơ, Tỉnh trưởng kiêm Tiểu khu trưởng Định Tường đóng ở Thuộc Nhiêu (xã Dưỡng Điềm).
- Thiếu tá Tươi, tỉnh phó nội an, chỉ huy pháo binh đóng ở Lộ 33.
- Thiếu tá Bách chỉ huy trực thăng đổ bộ đóng ở khu di cư Long Định.

### Quân Giải phóng miền Nam Việt Nam
Quân Giải phóng miền Nam Việt Nam có 2 đại đội bộ binh và khoảng 30 du kích Ấp Bắc. Hầu hết quân số chỉ trang bị súng trường và lựu đạn, vũ khí cỡ lớn duy nhất là 1 khẩu súng cối 60mm làm hoả lực chi viện. Cụ thể:
- 2 đại đội bộ binh (đại đội 1/tiểu đoàn 514 địa phương quân tỉnh do Đại đội trưởng Mười Điệp chỉ huy, đại đội 1/tiểu đoàn 261 chủ lực Khu do Đại đội trưởng Bảy Đen chỉ huy), 1 trung đội trợ chiến của tiểu đoàn 261, 2 tiểu đội đặc công của đại đội 3 (tiểu đoàn 261), tổ chức thành tiểu đoàn ghép do đồng chí Võ Văn Điều (Hai Hoàng), tiểu đoàn trưởng tiểu đoàn 261 chỉ huy.
- 1 trung đội bảo vệ căn cứ tỉnh và 2 tổ công binh thủy săn tàu bảo vệ căn cứ.
- 1 trung đội địa phương quân huyện Châu Thành.
- Du kích các xã Điềm Hy, Tân Phú, Tân Hội gồm khoảng 30 đồng chí.

Đặc điểm của từng đơn vị:
- Đại đội 1 tiểu đoàn 261 được thành lập tháng 2 năm1961 do lực lượng các tỉnh trong Khu đưa về. Cán bộ, chiến sĩ có thành tích, có kinh nghiệm chiến đấu từ kháng chiến chống Pháp, trước đồng khởi và trong đồng khởi 1960-1961. Đầu năm 1962 phục kích tiêu diệt gọn 3 đại đội lính bảo an ở Gò Công là chiến công vang dội nhất của đơn vị này. Đại đội được trang bị mạnh sau trận Gò Công. Tất cả đều là súng lấy được của Mỹ nên có nhiều đạn. Súng trường cơ số 100 viên. Mỗi tiểu đội có 1 trung liên, 2 súng trường tự động M1 Garand, 2 tiểu liên Thompson, 1 súng trường MAS 36, 3 trái đạn trômblông, 2 súng trường hoặc carbine. Đơn vị có kinh nghiệm chiến đấu đánh phục kích, tập kích, kỳ tập, chưa có kinh nghiệm đánh càn lớn với chiến thuật mới của địch. Sau trận Trại Lòn, đại đội 3, tiểu đoàn 261 bị thiệt hại nặng, đơn vị ngại đánh càn, nhưng được củng cố bằng kinh nghiệm 3 trận đánh càn thắng lợi của đại đội 1 tiểu đoàn 514 và được hội nghị Quân khu tháng 11 năm 1962 truyền đạt quyết tâm đứng lại đánh càn nên đơn vị đã cơ bản giải quyết tư tưởng ngán ngại đánh càn.
- Đại đội 1 tiểu đoàn 514 được thành lập từ trung đội vũ trang tuyên truyền của tỉnh, có thành tích và kinh nghiệm chiến đấu kết hợp đấu tranh chính trị, binh vận, tập kích sát đồn bót địch trong những năm 1960, 1961 và 1962. Đặc biệt đơn vị được tổ chức bằng việc tập hợp, lựa chọn cán bộ chiến sĩ và vũ khí từ những đơn vị bộ đội địa phương huyện sau một năm đồng khởi, nên chiến sĩ đều có kinh nghiệm chiến đấu và trang bị tương đối khá. Mỗi tiểu đội có 1 trung liên, 1 khẩu M1 Garand, 1 tiểu liên Thompson, 6 súng trường hoặc carbine. Đơn vị từng đánh càn từ tháng 6-1960 ti kinh Cọp Rằn Núi, diệt trên 200 tên địch và rút lui bảo toàn lực lượng. Tháng 9-1962 đánh thắng 3 trận càn tại Cả Nai, Cầu Sập, Cầu Vông. Cán bộ chiến sĩ không sợ đánh càn, có kinh nghiệm xuất kích trong trận đánh càn.
- Các đơn vị khác và du kích xã trước nay chưa có kinh nghiệm đánh càn tập trung thành mặt trận mà chỉ đánh phân tán lẻ tẻ rồi rút lui tránh né, nhưng trận này dựa vào đại đội 1 tiểu đoàn 261 và đại đội 1 tiểu đoàn 514 nên nói chung tin tưởng vào việc đánh càn thắng lợi.

Đến thời điểm này việc chuẩn bị đánh càn của bộ đội vũ trang tập trung đã thành nền nếp. Bộ đội đóng quân ở đâu cũng phải đào công sự, tổ chức hiệp đồng tác chiến, tổ chức thường trực chiến đấu, sáng ăn cơm sớm, 5 giờ ra công sự sẵn sàng chiến đấu đến 8 giờ mới vô nhà dân, nhưng phải để lại những tổ trực chiến suốt ngày ở công sự.
Đêm 31-12-1962, đại đội 1 tiểu đoàn 514 và đại đội 1 Tiểu đoàn 261 từ Cống Quế (xã Mỹ Hạnh Đông) chuyển về đóng quân tại Ấp Bắc, dự định đêm 1-1-1963 đi phá "ấp chiến lược" Giồng Dứa thuộc xã Tam Hiệp (huyện Châu Thành) và hành quân về đóng ở kinh Năng thuộc xã Long Định (huyện Châu Thành), chuẩn bị đón đánh địch càn vào đây sau khi "ấp chiến lược" Giồng Dứa bị phá. Nhưng do có một đơn vị QGP khác từ miền Tây trên đường hành quân về Trung ương Cục đã đóng quân ở kinh Năng nên hai đại đội của QGP quay lại đóng quân theo đội hình cũ tại Ấp Bắc. Về đóng ở Tân Phú đợt này chỉ có đồng chí Hai Hoàng, tiểu đoàn trưởng chỉ huy. Tiểu đoàn bộ và BCH tiểu đoàn còn đang chỉnh huấn ở căn cứ Hưng Thạnh (huyện Châu Thành).
Tiểu đoàn đã bố trí đóng quân và tổ chức hợp đồng tác chiến như sau:
- Đại đội 1 tiểu đoàn 261 và bộ phận trợ chiến đóng tại ấp Tân Bình (Ấp Bắc) từ xóm Hội đồng Vàng đến mả ông Nguyễn Văn Tiếp.
- Đại đội 1 tiểu đoàn 514 đóng tại ấp Tân Thới, cách  ấp Tân Bình một khoảng trống 300m. Đồng chí tiểu đoàn trưởng (Hai Hoàng) đặt chỉ huy sở tại nhà ông Mười Sử, nằm trong đội hình của đại đội 1 tiểu đoàn 514, dựa vào trinh sát liên lạc của đơn vị này làm phương tiện chỉ huy.

## Diễn biến
Sáng sớm ngày 2/1/1963, nhiều máy bay trinh sát L19 của Mỹ đã quần lượn trên bầu trời Ấp Bắc, hướng dẫn đường tiến quân cho bộ binh và cơ giới càn quét vào ấp. 2 Đại đội bảo an từ Điền Hy bắt đầu xung phong vào xóm Hội Đồng Vàng, xã Tân Phú nhưng bị chặn đánh và thiệt hại nặng, một số khác bị sa xuống hố chông, cạm bẫy, mìn vướng nổ của du kích.
Cánh quân khác tiến công bằng đường thủy theo kênh Nguyễn Tấn Thành gồm 13 tàu chiến chở 2 Đại đội biệt động quân cũng bị trung đội du kích và 2 đội công binh săn tàu đánh chặn quyết liệt. Bằng thủy lôi tự tạo và hỏa lực bố trí sẵn trong các công sự, hố bắn dọc theo hai bờ kênh, quân Giải phóng đánh chìm 1 tàu và đánh hỏng một số chiếc khác. Đoàn tàu chững lại, sau đó tìm đường tháo lui.
Sau đợt tiến công đầu tiên thất bại, quân đội Sài Gòn sử dụng chiến thuật "trực thăng vận", dùng 5 máy bay trực thăng vũ trang loại UH-1A làm nhiệm vụ yểm trợ cho 10 chiếc trực thăng chở quân loại CH-21 đổ 2 Tiểu đoàn bộ binh xuống phía sau ấp, rồi hình thành 2 gọng kìm bao vây lực lượng quân Giải phóng bên trong, trước tiên sẽ dùng một số nhỏ trực thăng đổ bộ xuống trước để thăm dò phản ứng. Phán đoán được ý đồ của đối phương, quân Giải phóng triển khai kế hoạch nghi binh lừa địch, giữ bí mật vị trí, không nổ súng.
Quân Giải phóng áp dụng nguyên tắc không bắn máy bay trinh sát và chờ xem điều gì sẽ xảy ra tiếp theo. Sau một hồi thăm dò không thấy quân Giải phóng phản ứng, các máy bay chở quân liên tục đỗ xuống các vị trí đã được tính toán sẵn. Lần lượt ba chiếc trực thăng chiến đấu xuất hiện, bắt đầu bắn súng máy và rocket. Chờ trực thăng tới gần, quân Giải phóng khai hỏa hàng loạt súng tự động và súng trường từ kênh tưới. Bằng cách đánh phục kích này, đến trưa ta loại khỏi vòng chiến đấu 5 chiếc trực thăng. Đợt tấn công thứ 2 bằng trực thăng đã thất bại.
Các toán quân của Sư đoàn 7 Việt Nam Cộng hòa tiến vào ấp từ phía bắc đã không quay lại để cứu đại đội dự phòng và các tổ lái trực thăng. Đến 12 giờ 15 phút, cuối cùng tiểu đoàn Sài Gòn đến Tân Thới. Rồi trước 13 giờ những chiếc xe thiết giáp M-113 tiến lại dần dần trên đồng ruộng. Quân Giải phóng không có vũ khí chống tăng nên không thể chiến đấu chống xe bọc thép M-113 có hiệu quả. Để truyền cho các toán quân can đảm đứng lên chống xe bọc thép với vũ khí nhẹ và lựu đạn, các chỉ huy của quân Giải phóng đã lên một bản danh sách những điểm yếu của xe bọc thép: người bắn súng máy trên đỉnh đứng sau giá súng để lộ từ thắt lưng trở lên, hoặc có thể bắn trúng lái xe qua khe ngắm, những chiến sĩ dũng cảm thì có thể tiếp cận rồi ném lựu đạn lên nóc xe. Các chỉ huy cũng đã truyền thụ cho chiến sĩ tập trung bắn vào M-113 như đã bắn máy bay. Mỗi tiểu đội hoặc trung đội phải chọn chiếc xe gần nhất rồi bắn tập trung vào đấy, không để hỏa lực bị phân tán.
Khi tốp đi đầu gồm 3 xe thiết giáp M113 đã vào đúng tầm, các loại hỏa lực của quân Giải phóng gồm súng trường, đại liên, súng cối, súng phóng lựu được lệnh đồng loạt phát hỏa, 1 xe M113 bị diệt, một số chiếc khác bị đánh hỏng. Mũi tấn công bằng thiết giáp bị chặn lại.
Khoảng 17h00 ngày 2/1, đợt tiến công mới được thực hiện bằng máy bay vận tải C47 chở Tiểu đoàn nhảy dù số 8 tới ấp Tân Thới. Nhưng phần lớn quân nhảy dù đều rơi vào trận địa mai phục của Đại đội 1 – Tiểu đoàn 514, nhiều lính bị tiêu diệt khi chưa kịp thoát khỏi dù. Số sống sót co cụm cố chống đỡ, chờ quân đến ứng cứu. Cùng lúc đó, ở hướng Đại đội 1 – Tiểu đoàn 216, những chiếc thiết xa M113 còn lại tiếp tục bị chặn đánh. Thấy lực lượng bị thiệt hại nặng và trời đã sắp tối, quân đội Sài Gòn được lệnh rút ra ngoài đóng chốt nghỉ đêm, dự định ngày hôm sau nhận thêm chi viện để tấn công tiếp.
Về phía quân Giải phóng, tuy giành thắng lợi lớn nhưng dự trữ đạn dược cũng đã hao hụt nhiều (trang bị của quân Giải phóng khi đó rất thiếu thốn, dự trữ súng đạn đều ít nên khi bắn phải thật tiết kiệm). Nhận thấy đã đạt mục đích là gây thiệt hại nặng cho địch và đúc kết được nhiều kinh nghiệm tác chiến, lúc 22 giờ cùng ngày, quân Giải phóng theo hàng dọc rút về hướng căn cứ Đồng Tháp Mười. Dân quân địa phương và nông dân Ấp Bắc, Tân Thới đã hỗ trợ bộ đội trong suốt cuộc chiến cũng đi theo một con đường khác về chỗ trú ẩn trong những rừng dừa lân cận. Đi đầu là các toán quân chủ lực của Tiểu đoàn 261 đã chống cự ở Ấp Bắc. Quân địa phương của Tiểu đoàn 514 đi đoạn hậu với một trung đội bảo vệ phía sau. Hàng quân tiếp tục đi đến một chỗ lội qua sông, tiến lên không bị phát hiện và về đến trại đóng quân ở xã Hưng Thạnh (huyện Châu Thành) lúc 7 giờ sáng.

## Đánh giá và ghi nhận

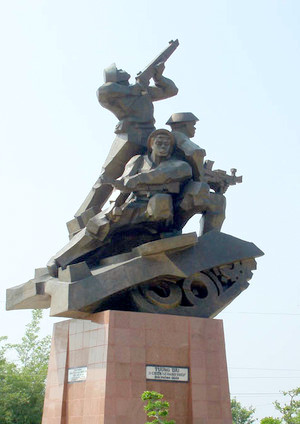
Tượng đài tưởng niệm vinh danh chiến thắng Ấp Bắc.

Sau một ngày chiến đấu, với 5 đợt tấn công bằng những phương pháp tác chiến "tân kì nhất" như thiết xa vận, trực thăng vận, bủa lưới phóng lao... từ nhiều hướng, kể cả đổ bộ đường không bằng nhảy dù, song Quân lực Việt Nam Cộng hòa đều bị đẩy lùi. Kết quả trong trận này Quân lực Việt Nam Cộng hòa có 83 người thiệt mạng trên tổng số gần 200 lính thương vong, 3 cố vấn Mỹ bị giết và 16 cố vấn, phi công Mỹ bị thương. Phía Quân Giải phóng chỉ có 18 người chết.
Nhà báo Neil Sheehan viết: "Họ đã làm được nhiều hơn việc thắng một trận, mang về một thắng lợi theo kiểu Việt Nam cũng như tổ tiên họ đã làm từ nhiều thế kỷ. Họ đã chiến thắng quân địch mạnh hơn họ... 350 "Việt cộng" đã giữ vững trận địa và hạ gục một quân đội hiện đại với quân số lớn gấp bốn lần, trang bị xe bọc thép, trọng pháo, trực thăng và máy bay ném bom. Để đối chọi, vũ khí mạnh nhất của họ là một khẩu súng cối nhỏ, cỡ 60 ly, được xem là vô dụng. Họ có 18 người chết và 39 bị thương, thiệt hại tương đối nhẹ trong cuộc chiến mà người Mỹ và những người Việt Nam do họ bảo vệ đã dội vào nhiều nghìn loạt đạn súng thường và súng máy hạng nặng, 600 đạn súng cối, napalm và bom cùng những quà tặng khác chở trên 13 máy bay và năm trực thăng chiến đấu. Riêng những chiếc Huey đã trút xuống hàng cây Ấp Bắc 8400 viên đạn súng máy và một trăm rốc két. Với vũ khí hạng nhẹ, Việt Cộng đã gây gấp bốn lần thiệt hại cho họ, giết được khoảng 80 lính Sài Gòn, làm bị thương hơn 100; ba người Mỹ chết và 8 người khác bị thương, 5 chiếc trực thăng bị bắn hạ. Việt Cộng gây ra những tổn thất ấy mà tiết kiệm đạn dược. Từ những loạt đạn đầu bắn nhau với quân bảo an cho đến những loạt cuối cùng với lính dù, họ chỉ dùng khoảng 5000 đạn súng thường và súng máy."
Cố vấn Mỹ John Paul Vann thì nhận xét sau trận đánh: "Họ [quân Giải phóng] thật dũng cảm, họ đã cho chúng ta một hình ảnh đẹp về bản thân họ ngày hôm nay".
Sách "Từ điển bách khoa về chiến tranh Việt Nam" của Mỹ đã ca ngợi quân Giải phóng ở Ấp Bắc là "những chiến sĩ có quyết tâm cao và được huấn luyện tốt", trong khi đánh giá Quân lực Việt Nam Cộng hòa là "bất tài, hỗn loạn và hèn nhát".
Thất bại của Mĩ và quân lực Việt Nam Cộng hòa trong trận này không chỉ là một thất bại thuần tuý về chiến thuật mà còn mang ý nghĩa chiến lược, đã làm rung chuyển giới báo chí Mĩ, làm cho nhân dân Mĩ quan tâm hơn đến cuộc chiến tranh Việt Nam. Nó khiến chính quyền Mỹ ngày càng không tin tưởng vào Ngô Đình Diệm.
Chiến thắng Ấp Bắc đánh dấu sự chuyển biến về chiến thuật của Quân Giải phóng, cung cấp kinh nghiệm quý trong việc chống lại chiến thuật trực thăng vận và thiết xa vận hiện đại của Mỹ. Chiến thắng của Quân giải phóng tại Ấp Bắc đã đánh dấu sự thất bại của chiến lược Chiến tranh đặc biệt của Mỹ tại miền Nam Việt Nam.
Thượng tướng Trần Văn Trà cho biết: "Sau trận Ấp Bắc, xe thiết giáp và các loại trực thăng không còn là nỗi kinh hoàng cho mọi người, không còn là bất khả trị nữa. Từng người du kích với khẩu súng trường, từng đơn vị nhỏ với súng liên thanh dám bắn và biết bắn hạ trực thăng theo gương thực tế của các chiến sĩ Ấp Bắc". Trung ương Cục miền Nam phát động cao trào "Thi đua Ấp Bắc, giết giặc lập công", đẩy mạnh thế chiến lược tiến công, giành được thêm những thắng lợi mới trên chiến trường
Năm 2022, Địa điểm chiến thắng Ấp Bắc được xếp hạng di tích quốc gia đặc biệt theo Quyết định số 1649/QĐ-TTg (đợt 13).